# Culin
Culin är en kommun i departementet Isère i regionen Auvergne-Rhône-Alpes i sydöstra Frankrike. Kommunen ligger i kantonen Saint-Jean-de-Bournay som tillhör arrondissementet Vienne. År 2022 hade Culin 785 invånare.

## Befolkningsutveckling
Antalet invånare i kommunen Culin
Referens:INSEE